# Nissedal
Nissedal ist eine selbständige Kommune in der Landschaft und Provinz (Fylke) Telemark (Norwegen) mit 1486 Einwohnern (Stand 1. Januar 2025). Das Verwaltungszentrum Treungen, mit ca. 700 Einwohnern, liegt 240 km südwestlich von Oslo an der Südspitze des schmalen, langgestreckten Sees Nisser. Die höchste Erhebung der Gemeinde sind die Gipfel der Førheinutane (1049 m). Die Bezeichnung Nisser, von der die Kommune ihren Namen ableitet, geht auf das altnordische Wort Niðrsær zurück, das so viel wie „der niedere See“ bedeutet.

## Wirtschaft
Zu den wichtigsten Wirtschaftszweigen der Gemeinde gehören die Landwirtschaft, der Holzhandel, die Pelztierzucht, die Fischerei, die Energiewirtschaft und vor allem der Tourismus. Die Arbeitslosenquote in dem agrarisch strukturierten Gebiet lag im Dezember 2016 bei 1,9 Prozent und damit unter dem Landesdurchschnitt.

## Sehenswürdigkeiten
- Nisser – Das 35 km lange und bis zu 234 Meter tiefe Gewässer ist der größte See der Telemark und der zehntgrößte See Norwegens; er erstreckt sich auf einem Areal von 76 km² und hat beste Trinkwasserqualität. Die Sandstrände, u. a. bei Fjone an der Westküste, locken jährlich Tausende von Badegästen an.

- Felszeichnungen – In unmittelbarer Nähe des Nisser, vor allem an der Westküste, sind bis zu 5000 Jahre alte Felszeichnungen und Grabhügel aus der Wikingerzeit zu besichtigen.

- Seilfähre – An der engsten Stelle des Nisser zwischen Fjone und Sundsodden verkehrt seit 1947 die inzwischen letzte Seilfähre Norwegens; sie transportiert jährlich etwa 6.000 Fahrzeuge.

## Veranstaltungen
- Treungenfestivalen – Kulturfestival, das seit 2003 jährlich im August stattfindet und von bis zu 10.000 Gästen besucht wird.

## Söhne und Töchter der Kommune
- Sigvald Tveit (1945–2019), Komponist und Musikwissenschaftler